# Агентно-ориентированный подход
Аге́нтно-ориенти́рованный подхо́д (в дальнейшем АОП) к программированию — разновидность представления программ или парадигма программирования, в которой основополагающими концепциями являются понятия агента и его ментальное поведение, зависящее от среды, в которой он находится. Концепция была предложена Шохемом (англ. Yoav Shoham) в 1990 г..
Определение парадигмы, данное автором:
Эту новую парадигму программирования вполне разумно назвать рациональным программированием. Точно так же, как объектно-ориентированное программирование сдвинуло парадигму с написания процедур к созданию объектов, рациональное программирование сдвинуло парадигму с создания информационных объектов к созданию мотивированных агентов.
Агентом является всё, что может рассматриваться как воспринимающее свою среду с помощью датчиков и воздействующее на эту среду с помощью исполнительных механизмов.

## Значение термина «агент»
Шохем, представляя агентно-ориентированный подход как новую парадигму, достаточно подробно обсуждает, в каком смысле в ней используется слово агент. Дело в том, что данное слово может использоваться в различных близких смыслах. И хотя Шохем под агентом понимает программного агента, он базируется на теории искусственного интеллекта и отталкивается от понятия интеллектуальный агент, которое уже существовало ранее. Но замечая, что это понятие достаточно расплывчато, он ставит перед собой цель преобразовать его для более формального применения в программировании, предлагая специальный AOП фреймворк. В итоге, понятие агента, в отличие от простого объекта, наделяется рядом ментальных конструкций, таких как вера, обязанности и способности. Поэтому в языке программирования будут появляться различные ментальные категории, а семантика программирования будет связана с семантикой ментальных конструкций.

## Связанные понятия
Объект Программная сущность заданной структуры и конкретизированных механизмов взаимодействия с другими объектами посредством передачи сообщений. Сообщения формируются и отсылаются в ответ на пришедшие сообщения. Формирование сообщений происходит процедурами на основании данных.
АкторПрограммная сущность заданной структуры и механизмов взаимодействия.
- Содержит данные и процедуры.
- Обладает инкапсуляцией, отношениями, наследованием и может порождать сообщения.

АгентПрограммная сущность для выполнения поставленных задач. Обладает поведением, а именно: взаимодействует с внешней сложной и динамично-развивающейся средой, способной модифицироваться или быть модифицированной другими агентами в зависимости от конкретных условий. Взаимодействие подразумевает:
- восприятие динамики среды;
- действия, изменяющие среду;
- рассуждения в целях интерпретации наблюдаемых явлений, решения задач, вывода заключений и определения действий.

В зависимости от степени свободы среды, подразумевающей наличие в ней соответствующего типа агента, среды подразделяются на:
ЗамкнутыеКонечное детерминированное или вероятностное описание всей среды, которое известно агенту априори или путём исследования.
ОткрытыеКонечное детерминированное или вероятностное описание локальной области среды, в которой находится агент и которое известно ему априори или путём исследования.
ТрансформируемыеДинамически развивающиеся среды, развивающей структурой которых является агент.

## Связь АОП и ООП
Агентно-ориентированный подход является частным случаем (специализацией) объектно-ориентированного программирования (ООП). В ООП вычислительный процесс понимается достаточно широко как система, собранная из объектов, которые взаимодействуют друг с другом через сообщения. АОП специализирует эти понятия, устанавливая состояние (называемое психическим состоянием) объектов (называемых агентами), состоящих из компонентов таких как верование (убеждения) (включая убеждения о мире, о себе, и о друг друге), способности, и решения, каждое из которых обладает определённым синтаксисом. Кроме того различные ограничения помещены в психическое состояние агента. Вычисление состоит из информирования агентов, выполнения их требований, выполняя их предложения, принимая, отклоняя, конкурируя, и помогая друг другу.
|                                                    | ООП                                   | АОП                                                      |
| -------------------------------------------------- | ------------------------------------- | -------------------------------------------------------- |
| Основная единица                                   | объект                                | агент                                                    |
| Параметры, определяющие состояние основной единицы | неограниченно                         | убеждения, обязательства, способности, выбор ….          |
| Процесс вычисления                                 | поступление сообщений и методы ответа | поступление сообщений и методы ответа                    |
| Виды сообщений                                     | неограниченно                         | информирование, просьба, предложение, обещание, отказ …. |
| Ограничения на методы                              | нет                                   | честность, последовательность ….                         |

Наличие у агента механизма целеобразования обеспечивает принципиально новый уровень автономии. Агент не обязательно выполняет распоряжения какого-либо другого агента или пользователя, он просто зависит от условий среды, включая цели и намерения других агентов. В отличие от объекта, агент может принять на себя определённые обязательства или, наоборот, отказаться от выполнения некоторой работы, мотивируя это отсутствием компетентности, занятостью другой задачей и т. п. В то же время, агент может выполнять такие действия как порождение, подавление и замена других агентов, активизация функций (как своих, так и у других агентов), активизация сценария деятельности, запоминание текущего состояния других агентов и пр..

## От задачи к реализации

### Причины возникновения
Причины возникновения агентно-ориентированного подхода:
1. необходимость преодоления границ операционных сред;
2. устранение разнородности объектных моделей, вызванных тем, что классы и объекты, построенные в различных инструментальных средах, имеют определённые отличия.

### Постановка задачи
В целом, система АОП должна включать следующие базовые компоненты:
- ограниченный формальный язык с соответствующими синтаксисом и семантикой для описания внутреннего состояния агента, которое определяется несколькими параметрами типа убеждений, желаний, намерений и обязательств;
- язык программирования для спецификации агентов, включающий примитивные команды типа REQUEST и INFORM;
- агентификатор, преобразующий нейтральные компоненты в программируемые агенты.

Основными свойствами, которыми должны обладать агенты, считаются:
- Автономность — способность выполнять действия самостоятельно;
- Гомогенность/гетерогенность — способность объединять однородные или разнородные функции;
- Наличие «интеллекта», способности к обучению, коррекция поведения для улучшения собственной эффективности;

1. Активное поведение, постоянный обмен информацией «внутри» агента и между агентом и средой;
2. Коммуникативность — обмен данными с внешней средой;
3. Восприятие среды — наличие специальных «средств» восприятия среды функционирования агента;
4. Мобильность — перемещение агента внутри других программных и физических сред и/или компонентов.

### Реализации
Распределённые объектные архитектуры (CORBA, DCOM, Java RMI, WEB-services), обладая многими перечисленными свойствами, имеют следующие недостатки:
1. необходимость перекомпиляции программных кодов при внесении изменений в объекты и интерфейсы;
2. невозможность динамической адаптации поведения программных объектов в зависимости от состояний и поведения среды;
3. невозможность работы в явной форме с моделями знаний;

Распределённая объектная среда JADE (основана на Java RMI, Java CORBA IDL, Java Serialization и Java Reflection API) придаёт Java агентам следующие свойства:
1. Автономность, способность выполнять действия самостоятельно: агент следует списку поведений, который может быть пополнен асинхронно, то есть и в режиме ожидания, и в режиме «занят — идёт работа».
2. Устойчивость: не имея побочного эффекта после каждого поведения, имеет возможность отката.
3. Активное поведение: заключается в том, что в случае неудачи, выполняются циклические попытки выполнить текущее, а затем перейти к следующему действию поведения. Во время выполнения поведения агент занят — не взаимодействует со средой. После завершения текущего поведения, агент переходит к следующему по списку, а в случае отсутствия списка — ожидает появление такового. Объект же в случае успеха не имеет спуска, а в случае неудачи — бросает задачу.
4. Мобильность: возможность передавать агент в другой контейнер. Данное свойство возникает из отсутствия после выполнения каждого поведения побочного эффекта.

## Примеры
Типичным примером агентно-ориентированного подхода можно назвать специальные программы, имитирующие действия игроков в компьютерных играх. Распространенное название для таких программ — боты. Однако, использование ботов не ограничивается применением в компьютерных играх. Их можно встретить как элемент программы в чатах и форумах, выполняющих роль «собеседника» и поддерживающих «дискуссии». Однако некоторые боты выполняют не только роль имитаторов в процессе общения или игры, они используются для редактирования текстовой информации (в том числе и в Википедии), для наладки сетевых соединений, модерирования ресурсов и т. п.
Рассмотрим предметную область «Торговля книгами», на которой будут проиллюстрированы шаги, необходимые для создания агентно-ориентированных приложений.
Каждый покупающий агент получает название книги, которую он должен приобрести, в качестве аргумента командной строки и периодически запрашивает всех известных ему продавцов-агентов, чтобы сделать запрос о покупке. Как только предложение получено, агент-покупатель подтверждает его и отправляет заказ. Если больше чем один агент-продавец предоставляет данную книгу, покупатель выбирает лучшее предложение (самую лучшую цену). Купив требуемую книгу, агент-покупатель завершает работу.
Каждый агент-продавец имеет минимальный интерфейс, с помощью которого пользователь может добавлять новые названия (и их цену) в локальный каталог книг, выставленных на продажу. Агенты-продавцы находятся в состоянии ожидания запросов от агентов-покупателей. Когда они получают запрос на книгу, они проверяют, имеется ли данная книга в их каталоге. Если да, то они отвечают предложением с ценой. Иначе отказывают. Когда они получают заказ на покупку, они обрабатывают его и удаляют запрошенную книгу из своего каталога.

### JADE
Для создания агента в JADE достаточно определить метод его инициализации:
```
import
 
jade.core.Agent
;

public
 
class
 
BookBuyerAgent
 
extends
 
Agent
 
{

    
protected
 
void
 
setup
()
 
{

        
// Printout a welcome message

        
System
.
out
.
println
(
“
Hello
!
 
Buyer
-
agent
 
“
+
getAID
().
getName
()
+
”
 
is
 
ready
.
”
);

    
}

}

```

Фактическая работа, которую агент должен делать, как правило, осуществляется в рамках «поведения агента». Поведение представляет собой задачу, которую агент может выполнять.
Агент может выполнять одновременно несколько моделей поведения. Однако важно заметить, что расписание нескольких моделей поведения в агенте имеет не упреждающий характер, а кооперативный. Это означает, что когда поведение исполняется по расписанию, его метод action() вызывается и работает до тех пор, пока не завершится. Поэтому именно программист определяет, когда агент переключается от исполнения данного поведения к выполнению следующего.
С учётом описанного механизма планирования важно подчеркнуть, что поведение, подобное представленному ниже, препятствует выполнению любого другого поведения, т.к его action() метод никогда не завершается.
```
public
 
class
  
OverbearingBehaviour
 
extends
 
Behaviour
 
{
 

   
public
 
void
 
action
()
 
{
 

      
while
 
(
true
)
 
{
 

        
// do something 

      
}
 

   
}
 

   

   
public
 
boolean
 
done
()
 
{
 

      
return
 
true
;
 

   
}
 

}

```